# كازويوكي سوغابي
كازويوكي سوغابي (曽我部和恭 سوغابي كازويوكي, الكتابة الحقيقية لإسمه: 曽我部和行) (16 أبريل 1948 - 17 سبتمبر2006); ممثل ياباني.

## أدواره في الأنمي

### مسلسلات أنمي تلفزيونية
- سينت سيا - جيميناي ساغا، جيميناي كانون
- توشو دايموس - كيوشيرو يوزوكي
- سيلور مون - كونزايت
- يو يو هاكوشو - غاما، سوزوكي
- غوست سويبر ميكامي - كازوهيرو كاراسو
- دراغون بول Z - كاي الجنوب الأعلى
- دراغون بول GT - ليجيك، دكتور ميو
- لوست يونيفرس - غورن نوفا
- ون بيس - بن بيكمان
- فيوتشر GPX سايبر فورميولا - جون كليف
- البدلة المتنقلة جاندام - جين، القائد واكين، سميث أونيزاوا
- ترن أ جاندام - ميلان ريكس
- قبضة نجم الشمال - هيوي
- هاريكين بوليمر - تاكيشي يوروي/بوليمر
- السيارة الخارقة هيابوزا - وليد

### أوفا أنمي
- بلاك ماجك - ريكو

### أفلام أنمي
- دراغون بول Z: الآلي الخارق رقم 13 - الآلي رقم 13
- سينت سيا: أسطورة الشباب القرمزي - جيميناي ساغا

## أدواره في ألعاب الفيديو
- ميتال غير سوليد - سايكو مانتيس
- سلسلة ألعاب سوبر روبوت وورز
  - سوبر روبوت تايسن كومبليت بوكس - جين

## وصلات خارجية
- كازويوكي سوغابي على موقع IMDb (الإنجليزية)
- كازويوكي سوغابي على موقع ميوزك برينز (الإنجليزية)
- كازويوكي سوغابي على موقع قاعدة بيانات الفيلم (الإنجليزية)
- كازويوكي سوغابي على موقع كينوبويسك (الروسية)
- كازويوكي سوغابي على موقع ANN person (الإنجليزية)